# Jorge Ulloa (director)
Jorge Maduro Ulloa Chávez (Quito, 8 de octubre de 1990) es un director, escritor y actor de cine ecuatoriano. Es uno de los creadores de Enchufe.tv, el canal de sketches en español más visto del mundo en YouTube.

## Biografía

### Primeros años
Jorge Ulloa nació el 8 de octubre de 1990 en Quito, Ecuador. Hijo de un matemático quiteño y una paracaidista militar de Manabí. Desde muy temprana edad se interesó por el dibujo, pero sobre todo en contar historias a través de imágenes, ya que utilizaba la cámara de 8mm de su abuelo para grabar pequeñas obras teatrales que armaba con su hermana, primos y vecinos. Esto se convirtió en su principal actividad durante toda su época estudiantil, haciendo, de esta, la única manera que encontró para aprobar las materias en las que no le iba bien, ya que proponía hacer videos sobre los temas semestrales para todos sus compañeros, en lugar de presentaciones o trabajos. Mientras que por el dibujo pudo pagar gran parte de su educación por una beca artística que le concedió el Colegio Alemán de Quito, donde más adelante se graduaría como Presidente del Consejo Estudiantil en el 2008, gracias a que hizo la primera campaña audiovisual para presentar sus propuestas de gestión.
Cuando inició sus estudios de cine en el Instituto Superior de Cine de Quito, INCINE, se percató de que era uno de los únicos realizadores que querían explorar la escritura y dirección de Comedia, ya que esta era un género bastante subestimado en la industria y en el gremio, por lo que sus trabajos desentonaban de la oferta de sus compañeros que se inclinaban más hacia el drama. Pero su confirmación sobre este género fue cuando, en una proyección de los cortometrajes realizados por los alumnos, donde asisten amigos, familiares y público en general, se percató de que después de proyectarse las obras de estilo más denso y trágico, los espectadores no sabían cómo reaccionar ante el trabajo de Ulloa, ya que era la única propuesta de comedia de la proyección, pero al fin la gente empezó a soltarse y las primeras risas se empezaron a escuchar, hasta que hubo una carcajada colectiva que estalló en la sala, pero sobre todo Ulloa logró escuchar la risa de su padre, a quien considera un comediante innato difícil de hacerlo reír en persona, pero lo acababa de conseguir a través de la pantalla, por lo que se terminó enamorando completamente del género.
Se graduó en el INCINE y en la Universidad Pública de Cuenca como Licenciado en actuación y realización cinematográfica.

### Internet

#### Enchufe.tv
En su paso por la universidad de cine en el 2011, Jorge Ulloa decidió, junto a tres compañeros, Christian Moya, Leonardo Robalino y Martín Dominguez, iniciar algo propio, por lo que realizaron un piloto de una serie de televisión llamada Perra Vida, escrita y dirigida por Ulloa, llevando la propuesta a varias cadenas televisivas de Ecuador. Sin embargo, fueron rechazados por todos los canales de televisión. Ante la negativa, presentaron un proyecto de película a todos los premios de financiamiento de cine, pero no tuvieron éxito otra vez. Así que la única opción que les quedaba, era el internet y la plataforma de YouTube,  La única alternativa gratuita y libre de aprobación en la que podían mostrar su trabajo sin que nadie les pueda decir No. Así fue como crearon Enchufe.tv. Canal de sketches de comedia dirigido por Ulloa y que ahora es el canal de comedia en español más visto del mundo en internet.

Logo de Enchufe.tv.

Paralelamente fundaron la empresa Touché Films, ahora 2bLatam, donde Ulloa ejercía de Presidente y Director, una productora audiovisual con la intención de crear un audiovisual diferente al que ellos criticaban en la televisión. Su primera oficina fue en un cuarto que les cedió como apoyo la tía de Jorge en una compañía de multiservicios empresariales, donde el equipo trabajaba de lunes a domingo para estrenar un sketch semanal, sin recibir rubros sobre el contenido durante más de un año, pero después de su primer video viral, llamado Misión Carnaval, empezaron a construir una audiencia consolidada en todo el mundo, concentrando sus más grandes audiencias en Ecuador, México, Colombia,Perú,y gran parte de Latinoamérica,, haciendo que compañías como Warner Bros,HBO, Netflix, TNT,  Latina Televisión,  Ecuavisa, Teleamazonas, Galavisión y  Comedy Central llegaran a ser canales de difusión del proyecto y de las películas que vendrían después.
Ulloa obtuvo junto al equipo de Enchufe.tv el Premios Streamy al Mejor Show del año 2014, otorgado por la International Academy of WebTelevision (IAWTV), considerado el Oscar del internet.

### Cine y Series
Jorge Ulloa escribió y dirigió en el 2017 su primera película junto al equipo de Touché Films en coproducción con Dynamo y distribución de Sony Pictures, la cinta Dedicada a mi Ex (Siendo Rock n’ Cola su título de trabajo) se filmó en Colombia, Ecuador y Los Ángeles, convirtiéndose en la película más taquillera en la historia del cine ecuatoriano y la primera y única película ecuatoriana en la plataforma de Netflix.
Más adelante, Carlos Alcántara, uno de los actores más reconocidos de Perú, quien fue uno de los protagonistas de la primera cinta de Jorge Ulloa, convocó al director ecuatoriano para dirigir la tercera parte de la trilogía más importante en la historia de Perú, ¡Asu mare! 3, en mayo de 2018, siendo esta película la segunda en dirigir, pero la primera en ser estrenada en cines, el 22 de noviembre de 2018, en Perú.
En el 2019 Ulloa fue convocado por el equipo del mexicano Eugenio Derbez, a través de 3pas, para dirigir un proyecto para Lionsgate a distancia durante la pandemia, llamado De Broma en Broma, protagonizado por Omar Chaparro y Perico Padilla y estrenado en la plataforma de Pantaya.
La relación entre Jorge Ulloa y Eugenio Derbez se fortaleció tanto que Ulloa logró proponerle un proyecto de serie que escribió junto a Nataly Valencia, llamado P#t@s Redes Sociales, el cual lo presentaron juntos a la plataforma de Amazon Prime Video, convirtiéndose en la primera serie dirigida por Jorge Ulloa, creada por él y Nataly Valencia y bajo la producción ejecutiva de Eugenio Derbez, serie que ocupó los primeros puestos de la plataforma en varios países de Latinoamérica y que fue muy bien recibida por la audiencia y la crítica.

## Filmografía

### Cine
| Año  | Título                   | Notas                           |
| ---- | ------------------------ | ------------------------------- |
| 2024 | Ojitos de huevo          | Serie Netflix (Rol: Fotógrafo)  |
| 2023 | P#t@s redes sociales     | Serie Prime Video               |
| 2022 | Amor en tiempos de likes |                                 |
| 2019 | Dedicada a mi ex         | Opera Prima                     |
| 2018 | ¡Asu mare! 3             | Director y actor. Debut en cine |

### Internet
- Enchufe.tv